# Четраро
Четраро (італ. Cetraro, сиц. Cetraru) — муніципалітет в Італії, у регіоні Калабрія,  провінція Козенца.
Четраро розташоване на відстані близько 400 км на південний схід від Рима, 90 км на північний захід від Катандзаро, 34 км на північний захід від Козенци.
Населення — 10 135 осіб (2014).
Щорічний фестиваль відбувається 11 липня. Покровитель — San Benedetto Abate.

## Демографія
Населення за роками:

Станом на 1 січня 2023 року в муніципалітеті офіційно проживало 316 іноземців з 44 країн, серед них 97 громадян країн Євросоюзу та 17 громадян України.

## Сусідні муніципалітети
- Аккуаппеза
- Боніфаті
- Фаньяно-Кастелло
- Гуардія-П'ємонтезе
- Мальвіто
- Сант'Агата-ді-Езаро